# Carlos (football, 1961)
Pour les articles homonymes, voir Carlos, Muñoz et Carlos Muñoz.
Carlos Antonio Muñoz Cobo, plus communément appelé Carlos (né le 25 août 1961 à Úbeda en Espagne) est un joueur de football espagnol.

## Biographie

### Carrière de club
Natif d'Úbeda en Andalousie, Carlos joue dans l'équipe B du Barcelone durant le début de sa carrière. En 1984, sous les ordres de l'entraìneur Menotti, il joue la Copa de la Liga avec l'équipe première de Barcelone. Il part ensuite jouer pour l'Elche CF, l'Hércules CF et le Real Murcie. 
En 1987–88, il rejoint le Real Oviedo, qu'il aide à faire remonter de Segunda División en D1 lors de la saison 1987–88, où il finit Pichichi (meilleur buteur).
Il attire ensuite l'attention de l'Atlético Madrid, mais Carlos n'arrive pas à s'imposer dans le club de la capitale, puis retourne à Oviedo. Il marque plus de cent buts pour l'équipe des Asturies.
Ensuite, Carlos part finir sa carrière au Mexique dans le club du Puebla FC, avec qui il devient meilleur buteur du championnat du Mexique. Le 12 octobre 1996, lors d'un match contre Tecos UAG, il inscrit un quadruplé lors d'une victoire 5–2. Il prend sa retraite après quelques matchs dans l'autre équipe de la région, les Lobos de la BUAP.

### Carrière internationale
Pour l'équipe d'Espagne, Carlos joue en tout six matchs avec autant de buts, en une saison. Il honore sa première sélection le 12 septembre 1990 lors d'un match amical contre le Brésil à Gijón. Il marque au bout de dix minutes, et les Espagnols remportent le match 3–0.